# Prova di vita accelerata
Una prova di vita accelerata (in inglese Highly accelerated life test, acronimo HALT), è una metodologia di test per migliorare l'affidabilità dei prodotti in diversi settori, tra cui l'elettronica, il bio-medicale ed in campo militare.
Il test può essere condotto in varie fasi del ciclo di vita di un prodotto. In fase di sviluppo di un prodotto, quando gli eventuali cambiamenti hanno un impatto economico limitato, il test può evidenziare punti di debolezza del progetto. Nella fase di introduzione di un prodotto sul mercato, può evidenziare problemi causati dai processi di fabbricazione. Durante la vita del prodotto, dopo che questo è stato introdotto sul mercato, può essere utilizzato per controllarne l'affidabilità nel tempo, evidenziando anche problemi causati da variazioni di componenti, processi produttivi o fornitori. In questa fase il test permette 
di determinare tramite strumenti statistici l'affidabilità nel tempo di un dispositivo e valutare empiricamente la funzione di distribuzione dei meccanismi di guasto.
Le prove di vita accelerata sono realizzate aumentando le sollecitazioni fisiche a cui viene sottoposto il prodotto, ad esempio elettriche, meccaniche, di temperatura.